# Gran Via de les Corts Catalanes

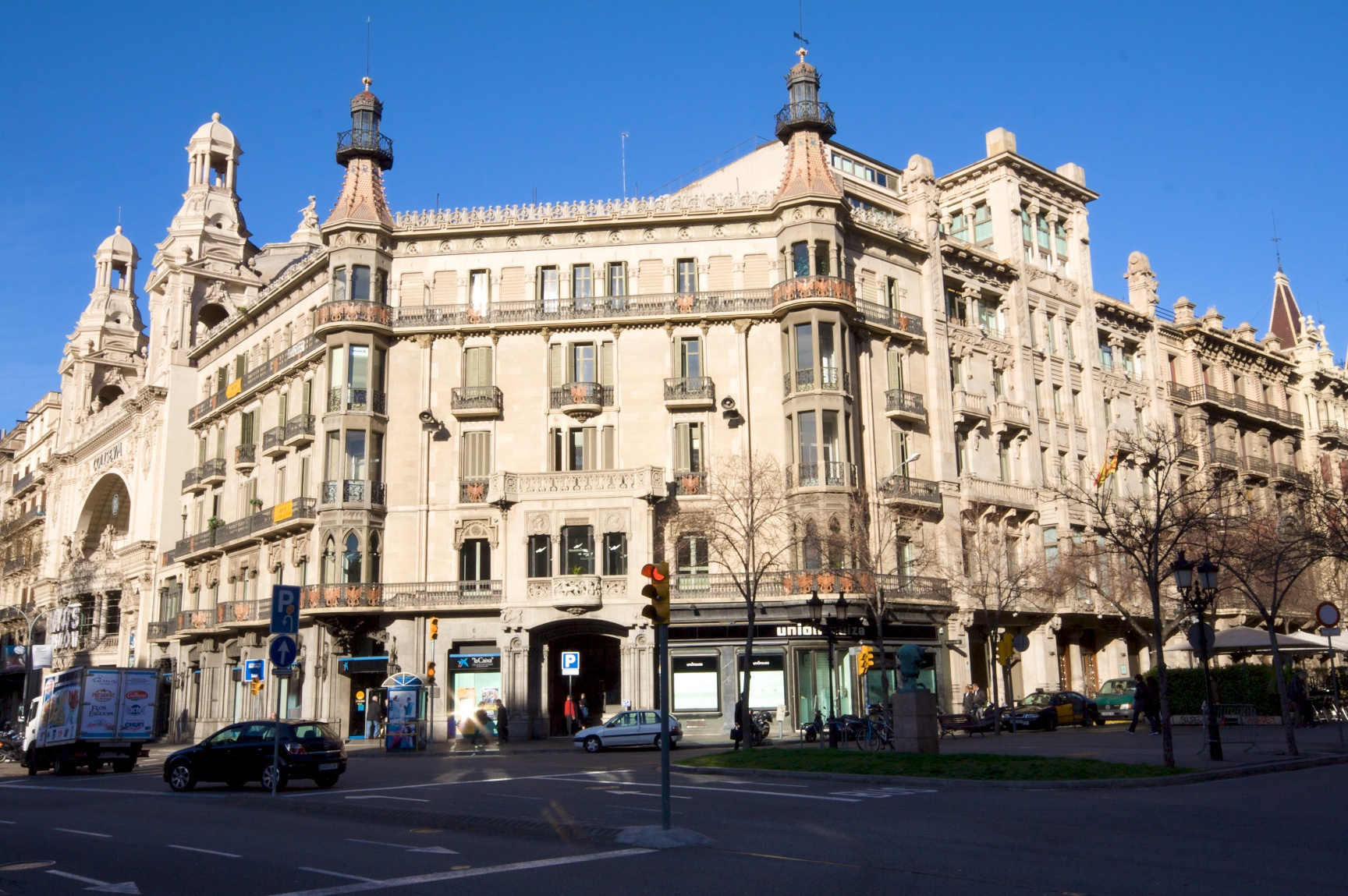
Casa Pia Batlló an der Kreuzung mit der Rambla de Catalunya

Gran Via de les Corts Catalanes (katalanisch für "Große Straße der katalanischen Ständeversammlungen") ist eine der wichtigsten Hauptstraßen Barcelonas. Umgangssprachlich wird sie meist nur Gran Via (Große Straße) genannt.

## Lage
Die Straße durchquert als nahezu schnurgerade Avenue das gesamte Stadtgebiet Barcelonas von Südwest nach Nordost auf einer Länge von etwa 13 Kilometern. Damit ist sie die längste durchgehend bebaute Straße Spaniens und verbindet einige der bedeutendsten Plätze der Stadt. Von Südwesten her sind dies Plaça d’Espanya, Plaça de la Universitat, Plaça de Tetuan und Plaça de les Glòries Catalanes, an welcher die Avinguda Diagonal kreuzt. Sie entspringt im Südwesten auf dem Stadtgebiet von L’Hospitalet de Llobregat aus der Avinguda Granvia und endet im Nordosten in Sant Adrià de Besòs in der Autopista Barcelona–Mataró. Ihr nordöstlicher Abschnitt ist autobahnähnlich ausgebaut.

## Geschichte
Der Entwurf zur Stadterweiterung, der 1859 von Ildefons Cerdà unter der Bezeichnung „Projekt zur Reformierung und Erweiterung“  Barcelonas (im spanischen Original: proyecto de su reforma y ensanche) vorgelegt wurde, beinhaltete als wesentlichen Bestandteil eine nördlich der Altstadt verlaufende Hauptverkehrsstraße zur Anbindung der damaligen Umlandgemeinden an die wachsende Stadt. In dieser Planungsphase wurde diese Verkehrsachse als Lletra N, Número 11 bezeichnet, erst im Jahr 1900 erfolgte die Umbenennung in Corts – in Erinnerung an die mittelalterlichen Corts Catalanes, wobei die 1931 erfolgte Umbenennung in Corts Catalanes eine Präzisierung mit sich brachte. Nach dem Sieg der Falange im Spanischen Bürgerkrieg erfolgte 1939 eine Umbenennung in Avenida de José Antonio Primo de Rivera; nach dem Tod Francos und der Wiedereinführung der Demokratie erfolgte im Jahr 1979 die Vergabe des heutigen Namens.
Während des Bürgerkrieges wurde 1938 insbesondere der Abschnitt zwischen den Seitenstraßen Carrer de Balmes und Rambla de Catalunya von Bomben italienischer Flugzeuge getroffen. Daran erinnert heute ein 2001 errichtetes Denkmal vor dem Kino Coliseum.
Im Jahr 2007 begann ein Projekt zur Neugestaltung des autobahnähnlich ausgebauten Abschnitts zwischen Plaça de les Glòries Catalanes und der Stadtgrenze, um die Lärm- und Umweltbelastungen im Stadtteil San Marti zu reduzieren und die durch den Bau von Tunneln neu entstehenden Räume einer sinnvollen Nutzung zuzuführen.

## Verkehr
Die Gran Via ist eine der Hauptverkehrsadern Barcelonas. Neben dem oberirdisch sichtbaren Individual- und Busverkehr (unter anderem verkehrt hier der Aerobus zum Flughafen) verlaufen über weite Strecken Metro- und auch Fernbahnlinien unterhalb der Straße. Einige der vor allem für den Nahverkehr wichtigsten Stationen der FGC befinden sich direkt unterhalb der Straße. Im östlichen Teil wird seit 2004 ein Teil der Straßenbahn Barcelonas betrieben.
Koordinaten: 41° 23′ 10,77″ N, 2° 9′ 49,11″ O

## Trivia
Am 7. Juni 1926 ereignete sich auf der Gran Via im Bereich zwischen den Querstraßen Carrer de Girona und Carrer de Bailèn ein folgenschwerer Verkehrsunfall: Der Architekt Antoni Gaudí, der als Fußgänger unterwegs war, wurde beim Überqueren der Fahrbahn von einer Straßenbahn erfasst und dabei schwer verletzt. Gaudí starb drei Tage später im Krankenhaus.